# Đại lộ Montaigne
| Đại lộ Montaigne | Đại lộ Montaigne           |
| ---------------- | -------------------------- |
|                  |                            |
| Quận             | Quận 8                     |
| Bắt đầu          | 7 Quảng trường Alma        |
| Kết thúc         | 3 Ngã đường Champs Élysées |
| Chiều dài        | 615 m                      |
| Chiều rộng       | 33 m                       |
| Khánh thành      | Trước 1672                 |
| Đặt tên          | 13 tháng 7 năm 1850        |
|                  |                            |
|                  |                            |
| Đại lộ Montaigne |                            |

Đại lộ Montaigne nằm ở Quận 8 thành phố Paris. Thuộc khu vực Triangle d'or - Tam giác vàng - được tạo bởi ba đại lộ Montaigne, George-V và Champs-Élysées, đây là một con phố sang trọng của Paris với sự hiện diện của khách sạn Plaza Athénée cùng nhiều cửa hàng thời trang cao cấp.
| Métro Paris | Bến tàu điện ngầm: Alma - Marceau hoặc Franklin D. Roosevelt |

## Đại lộ Montaigne
Đại lộ Montaigne dài 615 mét và rộng 33 mét, bắt đầu từ quảng trường Alma cạnh sông Seine và kết thúc ở điểm nối với đại lộ Champs-Élysées. Có thể thấy hai bên phố rất nhiều cửa hàng xa xỉ, văn phòng luật sư, ngân hàng... và khách sạn sang trọng Plaza Athénée cùng nhà hát Champs-Élysées. Những cửa hàng thời trang nổi tiếng trên đại lộ có thể kể tới Chanel, Louis Vuitton, Gucci, Armani, Dior, Prada, Valentino, Nina Ricci...
So với đại lộ Champs-Elysées của khách du lịch, Montaigne ít sôi động nhưng sang trọng hơn. Giá thuê bất động sản ở Montaigne vẫn thấp hơn Champs-Elysées. Vào năm 2007, giá thuê một mét vuông cửa hàng tầng trệt cho một năm là 3800 tới 6000 €, trong khi đó ở Champs-Elysées là 5500 tới 10.000 €. Cũng như Champs-Élysées có Ủy ban Champs-Élysées, Ủy ban Montaigne được thành lập để bảo vệ hình ảnh của đại lộ.
Theo cuốn niên bạ Bottin mondain, vào năm 1996 có 56 gia đình sống tại đại lộ Montaigne. Nữ diễn viên nổi tiếng Marlène Dietrich cùng từng sống ở đây và khi mất được làm lễ ở nhà thờ Madeleine.

## Lịch sử
Đại lộ Montaigne được mang tên nhà văn, nhà triết học Michel Eyquem de Montaigne. Trước kia, vị trí này là lối đi Veuves. Từ thế kỷ 17, đây là khu vực đi dạo của người dân Paris và đã xuất hiện các quán cabaret cùng nhà hàng sang trọng. Cho tới thời Đệ nhị đế chế, với các cải tạo thành phố của Georges Eugène Haussmann thì khu vực này được đô thị hóa. Các tòa nhà của đại lộ được xây dựng vào khoảng 1875 và dành cho giới thượng lưu.
Khách sạn Plaza Athénée xuất hiện năm 1911 trên đại lộ. Năm 1913, nhà hát Champs-Élysées - một công trình phong cách art déco - được khánh thành. Vào thời kỳ giữa hai cuộc thế chiến, các nhà mẫu Madeleine Vionnet, Nina Ricci, Louis Vuitton, Chanel đã tới đây. Sau Chiến tranh thế giới thứ hai, tới lượt nhà mẫu Christian Dior. Nơi đây trở thành một con phố cho xa xỉ phẩm, một khu vực sang trọng của Paris. Những năm gần đây, cùng với phố Faubourg Saint-Honoré và quảng trường Vendôme, đại lộ Montaigne trở thành một trong những khu phố chuyên thời trang cao cấp và haute couture của Paris.